# Kåra (valkyria)
Kåra Halfdansdotter (Kára Hálfdanardóttir) var en valkyria som omtalas i andra kvädet om Helge Hundingsbane (Helgakviða Hundingsbana önnur), även kallat ”det gamla Völsungakvädet” (Vǫlsungakviða in forna). Hon sägs ha varit den döda valkyrian Sigrun Högnesdotter (Sigrún Hǫgnadóttir) som blivit återfödd.
Om Sigrun berättas att hon sörjde ihjäl sig efter dråpet på sin make Helge Hundingsbane. Men i epilogen till Helgakviða Hundingsbana önnur sägs att både Helge och Sigrun blev återfödda, även om den kristne skrivaren tillägger att det var förr i tiden som man trodde på sådan vidskepelse:
| I forna tider trodde man att människor blevo återfödda, men det kallas nu käringskrock. Det har sagts att Helge och Sigrun föddes på nytt; han hette då Helge Haddingjaskate, men hon hette Kåra Halvdansdotter, så som det kvädes i sången om Kåra, och hon var valkyrja. | Þat var trúa í forneskju, at menn væri endrbornir, en þat er nú kǫlluð kerlingavilla. Helgi ok Sigrún, er kallat, at væri endrborin. Hét hann þá Helgi Haddingjaskati, en hon Kára Hálfdanardóttir, svá sem kveðit er í Káruljóðum, ok var hon valkyrja. |  |

Sången om Kåra (Káruljóð) är nu förlorad, men man tror att en del av innehållet har bevarats i Griplur, rimorna om Romund Gripsson, vilka i sin tur bygger på den nu förlorade fornaldarsagan Hrómundar saga Gripssonar, som Rolf på Skálmarnes ”satte samman” till ett bröllop på Reykjahólar år 1119. I fjärde riman berättas om en holmgång mellan sagans hjälte Romund och ”Helge den tappre” (Helgi inn frækni), som sägs vara av Haddingars ätt och beskyddas av sin trollkunniga älskarinna Kåra. Under striden inträffar det missödet att Helge, när han hugger mot Romund råkar svinga svärdet så högt att han träffar foten på en flygande fågel. Det är Kåra som ”i svanhamn” (í álptarlíki) svävar över hans huvud för att ge honom skydd. När hon faller till marken bryts förtrollningen och Helge stupar.
Detta var Kåras tredje liv, enligt den poetiska Eddan. I sitt första liv – innan hon blev Sigrun – hade hon burit namnet Svava Eylimesdotter (Sváfa Eylimadóttir). Den gången var hon också valkyria och red genom luften och över vatten. (Hon var valkyrja ok reið lopt ok lǫg.) Då var hon Helge Hjörvardssons käresta ”och värnade honom sedan ofta i strider” (ok hlífði hánum oft síðan í orrostum). Detta berättas i prosan till nionde strofen av Helgakviða Hjǫrvarðssonar. Alla hennes män genom tre återfödslar hette alltså Helge, men själv fick hon nytt namn varje gång hon föddes. Det var också hon som gav den förste ”Helge” hans namn. Ty han var från början stum och hade inte fått något namn förrän Svava berättade för honom vad han borde heta.

## Namnet
Namnet Kára (försvenskat ”Kåra”) finns bara i Eddans hjältedikter och betyder antingen ”den vilda” (av fornnordiskans afkárr, ”vild”) eller ”den lockiga” (av fornnordiskans kárr). Helge Haddingjaskatis tillnamn betyder ”Haddingarnas hjälte”. Hadding (av haddr, gotiskt hazds) betyder ”en som har stark hårväxt”, ”den hårrike”, eller kanske ”mannen med kvinnohår”. Flertalsformen Haddingjar tycks motsvara den vandaliska kungaätten Hasdingi.